# Рабинович, Адольф Иосифович
Адо́льф Ио́сифович Рабино́вич (1893—1942) — российский и советский учёный, физикохимик, профессор МГУ, член-корреспондент АН СССР.

## Биография
Адольф Иосифович родился в Одессе в семье юриста. В 1911 г. окончил с золотой медалью 2-ю Одесскую гимназию. Поступил на естественное отделение физико-математического факультета Новороссийского университета (Одесса), который окончил в 1915 г. с дипломом I степени. После окончания университета был принят лаборантом металлургической лаборатории на завод сельскохозяйственных орудий И. И. Гена в Одессе. Одновременно с этим Адольф Иосифович продолжал начатую им в студенческие годы научную работу по физике и физической химии. С 1917 по 1920 г. занимался написанием магистерской диссертации на кафедре химии при Новороссийском университете. В 1923 году переехал в Москву, где был принят на должность старшего химика-лаборанта в Научно-исследовательский физико-химический институт им. Л. Я. Карпова, где в 1926 г. он основал и возглавил лабораторию коллоидной химии, в 1928 г. — фотохимическую, а в 1930 г. — рентгеновскую лабораторию.
С 1925 г. — приват-доцент. С 1930 г. — профессор Московского государственного университета. С 1934 г. — доктор химических наук (без защиты диссертации). В том же году был приглашён Фарадеевским обществом на съезд в Лондон, где сделал два сообщения. В 1938 г. возглавил кафедру коллоидной химии в МГУ. В годы Великой Отечественной войны вместе с большей частью кафедры был эвакуирован в Казань. 
Скончался 19 сентября 1942 года. Похоронен в Казани на Арском кладбище.

## Научная деятельность
Научная деятельность Рабиновича Адольфа Иосифовича преимущественно относится к изучению электрохимии коллоидных растворов и использованию коллоидной химии в теории фотографии.

### Научные исследования в области электрохимии коллоидных растворов.
Применил к коллоидным растворам электрометрические методы титрования ионов (кулонометрию и потенциометрию), получившие широкое распространение на Западе. Разработал стеклянный электрод. Доказал, что ионный обмен, происходящий в начале коагуляции коллоидов, состоит из двух фаз: первой — электрохимической адсорбции и второй — коллоидной адсорбции по правилу Шульце-Гарди. Исследовал зависимость констант диссоциации слабых кислот от нахождения их в коллоидном растворе. Адольф Иосифович посвятил несколько работ практическому приложению коллоидной химии к решению практических проблем: методу крепления грунтов, методу крашения, определению вязкости коллоидов.

### Научные исследования в области теории фотографических процессов
А. И. Рабинович построил адсорбционную теорию процесса фотографического проявления на основе работ по фотопроявлению и фотосенсибилизации. Изучил влияние фотоадсорбции на спектры поглощения и сенсибилизирующее действие красителей.

## Педагогическая деятельность
После защиты магистерской диссертации в 1920 г. Адольф Иосифович в течение трёх лет преподавал физическую химию в одесских вузах. С 1930 г. в Московском государственном университете в должности профессора читал авторский курс «Строение вещества». Организовал и возглавил специальность «фотохимия» в МГУ. Под руководством А. И. Рабиновича был защищён ряд дипломных работ выпускников Московского государственного университета по коллоидной химии.

## Звания
Член редакционных коллегий журналов: «Журнал физической химии», «Успехи химии», «Коллоидный журнал» и «Acta physicochimicia URSS».
Избран членом-корреспондентом АН СССР в 1933 г.